# Ulf Borell
Ulf Sören Mendelsson Borell, född 25 juli 1916 i Visby, död 9 maj 1997, var en svensk professor och överläkare i obstetrik.
Borell blev medicine licentiat vid Karolinska institutet 1943 och medicine doktor 1945. Han var docent i obstetrik och gynekologi vid Karolinska institutet 1952–1959. Under åren 1959–1961 var han professor i obstetrik och gynekologi vid Göteborgs universitet och 1961–1983 vid Karolinska institutet. Han var samtidigt 1959–1961 överläkare vid kvinnokliniken på Sahlgrenska sjukhuset och 1961–1983 vid kvinnokliniken på Karolinska sjukhuset. År 1977 övervakade han förlossningen av kronprinsessan Victoria, som sköttes av barnmorskan Maj-Lis Westling.
Borell invaldes i Vetenskapsakademien 1972 och var ledamot av flera utländska vetenskapliga sällskap. Han är begravd på Norra begravningsplatsen utanför Stockholm.